# Luis Robles Díaz
Luis Robles Díaz (El Grullo, no estado de Jalisco, México, 6 de março de 1938 - 7 de abril de 2007) foi diplomata da Santa Sé, Núncio Apostólico em Cuba de 1999 a 2003 e mais recentemente Vice-presidente da Pontifícia Comissão para a América Latina.
Luis Robles Díaz foi ordenado sacerdote em 14 de abril de 1963 em Autlán, no estado mexicano de Jalisco. No mesmo ano, a pedido de seu bispo, foi estudar em Roma, onde obteve a licença em direito canônico. Em 1967 foi admitido no serviço diplomático vaticano e enviado à Nunciatura Apostólica em Honduras, onde trabalhou como assistente do então núncio em Honduras e Nicarágua, cardeal Lorenzo Antonetti. Em 1970 foi transferido para a nunciatura na África do Sul. Outros cargos no exterior o levaram à Etiópia e ao Sri Lanka. No final da década de 1970 voltou à América Latina e trabalhou como assessor das nunciaturas do Equador e da Colômbia.
Em 1985 foi nomeado Arcebispo Titular de Stephaniacum pelo Papa João Paulo II. Foi ordenado bispo em 9 de abril do mesmo ano em Autlán, no átrio de seu batistério, pelo Arcebispo do México, Cardeal Ernesto Corripio y Ahumada; Os co-consagradores foram o Bispo de Autlán, Dom José Maclovio Vásquez Silos, e o Bispo José Fernández Arteaga, de Colima.
Ao mesmo tempo, Robles Díaz foi nomeado Pró-Núncio no Sudão e Delegado Apostólico para a Região do Mar Vermelho. Em 1990 foi nomeado pró-núncio em Uganda, onde recebeu o Papa em sua viagem à África em 1995. Em 6 de março de 1999, Robles Díaz assumiu o cargo de Núncio Apostólico em Cuba. Na época, Robles era o único diplomata mexicano de carreira a serviço da Cúria Romana e o primeiro e, até hoje, único núncio papal no México.
Em 2003 foi nomeado vice-presidente da Pontifícia Comissão para a América Latina, sucedendo ao bispo espanhol Cipriano Calderón Polo. Ele foi, portanto, o primeiro vice-presidente desta Comissão vindo da América Latina e, como o colaborador mais próximo do então presidente cardeal Giovanni Re, foi o grande responsável pela coordenação das atividades do Vaticano na América Latina.
Em dezembro de 2005, o Arcebispo Robles viajou para a Alemanha com o Cardeal Re para entregar uma mensagem do Papa à Agência Episcopal de Socorro para a América Latina ADVENIAT em Essen. Re e Robles também visitaram a mina Prosper-Haniel em Bottrop e inspecionaram a Via Sacra na pilha de Haniel, que foi inaugurada pelo Papa João Paulo II em 1987.
Imediatamente antes de sua morte, Robles Díaz estava envolvido nos preparativos da 5ª Assembléia Geral das Conferências Episcopais da América Latina e do Caribe (CELAM), que aconteceu de 14 a 31 de maio de 2007 no santuário brasileiro de Aparecida e foi presidida pelo Papa Bento XVI. foi inaugurado como parte de sua viagem à América Latina. Pouco depois de voltar de um encontro preparatório com os presidentes das Conferências Episcopais Latino-Americanas em Bogotá, o Arcebispo foi internado em um hospital romano na Quarta-feira de Cinzas e morreu após sofrer vários ataques cardíacos no Sábado Santo de 2007. A cerimônia fúnebre aconteceu em abril 11 de 2007 na capela do coro da Basílica de São Pedro em Roma e foram celebrados pelo Cardeal Secretário de Estado Tarcisio Bertone e pelo Cardeal Re. De acordo com seus próprios desejos, o corpo do falecido foi trasladado para o México e enterrado em sua cidade natal, El Grullo, na Igreja da Virgem de Guadalupe.
Seu sucessor como vice-presidente da Pontifícia Comissão para a América Latina em 31 de maio de 2007 foi o arcebispo colombiano Octavio Ruiz Arenas.
Além de seu espanhol nativo, Luis Robles Díaz também falava italiano, francês, inglês e alemão. Colegas o descreveram como muito querido e enfatizaram sua natureza amável, humilde e compreensiva.